# Asociación Pompaelo
La Asociación Pompaelo (nombre de registro completo Asociación Cultural y Peña Sanferminera Pompaelo) es una asociación sin ánimo de lucro dedicada, según sus estatutos, a “la difusión de la historia y cultura de Navarra y de los valores de igualdad y libertad”. Su actividad se centra en la organización de charlas, debates y seminarios online y offline, y en la edición de libros.

## Origen
La Asociación Pompaelo se creó en Julio de 2019 al confluir personas de la sociedad civil navarra interesadas en la historia y en los problemas comunes de la región, de distintas orientaciones políticas, que buscaban combinar estas inquietudes con la participación en las fiestas de San Fermín.

## Actividad
Desde 2020, Pompaelo es miembro de la Mesa de Sanfermines del Ayuntamiento de Pamplona. Participa activamente en cuestiones cívicas navarras (organizando campañas de recogida de firmas contra la violencia política, o colaborando en eventos de organizaciones de víctimas del terrorismo) y del resto de España.
Promueve eventos culturales y cívicos (charlas y seminarios sobre distintos aspectos de la historia de Navarra, o debates sobre problemas como la vivienda en la capital) con participación de personas de variado espectro político (desde UPN a la Plataforma de Afectados por la Hipoteca) y una frecuencia casi semanal hasta el inicio de la pandemia de COVID-19. Durante la pandemia ha realizado tertulias online con distintos personajes relevantes sobre las mismas materias casi semanalmente. Las tertulias se difunden tanto en YouTube como en formato podcast.
Desde comienzos de 2021, impulsa Ediciones Pompaelo, un sello editorial que ha publicado ocho títulos, entre recuperaciones de textos clásicos y títulos de nueva creación, siempre orientados a una temática histórica y cívica. Su política editorial es “presentar puntos de vista cualificados independientemente de su ideología”: ha publicado textos de autores tradicionalistas como Victor Pradera, socialistas como Victor Manuel Arbeloa y liberales como Espoz y Mina, por ejemplo. La temática va desde la historia medieval hasta la historia del cine en Pamplona pasando por la de la masonería en Navarra o la Guerra de Independencia, y el pensamiento reformista desde finales del siglo XIX.

## Política
La asociación se define como “apartidista pero no apolítica” y persigue una agenda de defensa del Estado de Derecho, la igualdad y la libertad. Se opone a la normalización de la violencia como herramienta política y a la imposición de opciones culturales o lingüísticas mediante la administración pública y la educación. Defiende la regeneración y la neutralidad de las instituciones públicas. Fomenta la búsqueda de soluciones de consenso a los problemas prácticos comunes. Fuera de estos aspectos, Pompaelo no tiene posiciones políticas ni respalda ninguna opción partidista.
En 2021 editó un libro llamado "Naciones de Papel: reflexiones para tener futuro" en el que participaron activistas, políticos y expolíticos de PSC, PP, UPyD y Ciudadanos (Xavier Pericay, Jaime Ignacio del Burgo, Maite Pagazaurtundúa, Francisco Igea, Inmaculada Alcolea, José Domingo, Teresa Freixes, Fernando Navarro, Samuel Vázquez, Antonio Imízcoz, Oscar Monsalvo o Miguel Cornejo). El libro no se alineó con las tesis de ningún partido, siendo de contenido regeneracionista.
Por otra parte, Pompaelo acepta y promueve la participación de sus socios en otras organizaciones sociales, incluyendo partidos políticos, aunque con algunas limitaciones definidas en los estatutos. Varios miembros ocupan o han ocupado cargos electos locales o nacionales por diferentes partidos.